# 멀린다 딜런
멀린다 딜런(Melinda Dillon, 1939년 10월 13일 ~ 2023년 1월 9일)은 미국의 배우이다.

## 출연 작품
- 레인 오버 미 (2007)
- 아담과 스티브 (2005)
- A Painted House (2003)
- 매그놀리아 (1999)
- 어둠 속의 천사 (1996)
- 아메리칸 퀼트 (1995)
- 투 웡 푸 (1995)
- 뇌정행동 (1995)
- 수 시티 (1994)
- 사랑과 추억 (1991)
- 스폰테니어스 컴버스천 (1990)
- 캡틴 아메리카 (1990)
- 제로지대 (1989)
- 세 아들 (1989)
- 해리와 헨더슨 (1987)
- 잃어버린 주말 (1986)
- 송라이터 (1984)
- 크리스마스 스토리 (1983)
- 타락한 천사 (1981)
- 폴뉴먼의 선택 (1981)
- 이혼 연습 (1980)
- 샤도우 박스 (1980)
- 투쟁의 날들 (1978)
- 슬랩 샷 (1977)
- 미지와의 조우 (1977)
- 영광의 뒤안길 (1976)
- 행복의 파리에서 (1969)

### 텔레비전
- 의뢰인 - 시리즈 (1995, The Client)